# Jean-Gustave Taraval

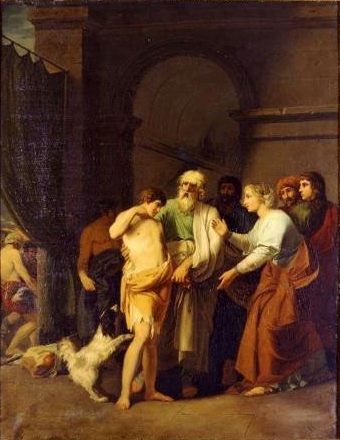
Le retour du fils prodigue
huile sur toile
Soissons, musée municipal

Jean-Gustave Taraval (né à Paris le 11 novembre 1765 et mort à Rome le 16 juillet 1784) est un peintre français.

## Biographie
Fils de Louis-Gustave Taraval et neveu du peintre Hugues Taraval, il est d'abord élève de son oncle avant d'intégrer l'atelier de Nicolas Guy Brenet. Élève à l'Académie royale de peinture et de sculpture, il remporte le prix de Rome dès sa première tentative, en 1782, avec pour thème le Retour du fils prodigue, ce qui lui permet de se rendre à l'Académie de France à Rome pour achever sa formation. Il meurt prématurément d'une maladie de poitrine, contractée durant son séjour. Seul son tableau de 1782 est aujourd'hui connu, et quelques rares dessins.

## Liste des œuvres
Peinture
- Le retour du fils prodigue, 1782, huile sur toile, Soissons, musée municipal

Dessins
- Deux études de nu masculin, vers 1782, Paris, École nationale supérieure des Beaux-Arts
- Portrait du sculpteur Jacques-Philippe Lesueur, 1783, Paris, musée du Louvre

Gravure
- Vue de la place Louis XV (gravé d'après Jean-Michel Moreau le jeune), Paris, musée du Louvre